# 芝浦工業大学工学部
芝浦工業大学工学部（しばうらこうぎょうだいがくこうがくぶ）は、芝浦工業大学に設置されている工学部。
キャンパスは、大宮キャンパスと豊洲キャンパス。

## 概要
芝浦工業大学工学部は、1949年（昭和24年）、 芝浦工業大学が誕生した時、工学部機械工学科、土木工学科が誕生した。それ以降、新学科は増えていき、現在の芝浦工業大学工学部は、機械工学科、機械機能工学科、材料工学科、応用化学科、電気工学科、情報通信工学科、電子工学科、土木工学科、建築学科、建築工学科、情報工学科の11学科で構成される。
芝浦工業大学工学部は、工学専門職（エンジニア）の教育を基盤にして、グローバルに活躍できる人材育成を目指している。
芝浦工業大学工学部では数理系の基礎科目の学習を支援する「サポート科目」を用意し、講義室外では「学習サポート室」の個別指導により、学生の納得と理解をさらに深めていく。そして、全ての学科では、学生は４年次に「卒業研究」に取り組んでいく。
外国語教育では学生たちを能力別に教育指導し、「工学英語研修」、「海外語学演習」を用意して、大学　在学中に学生が海外経験できる機会を用意している。
2024年から、芝浦工業大学工学部は学科制から課程制に移行する予定。

## 沿革
- 1949年（昭和24年） - 芝浦工業大学を設置し、工学部機械工学科、土木工学科を開設。
- 1950年（昭和25年） - 工学部に電気工学科を開設。
- 1954年（昭和29年） - 工学部に建築学科、工業化学科を開設。
- 1956年（昭和31年） - 工学部二部（5年制）を設置し、機械工学科、電気工学科を開設。
- 1959年（昭和34年） - 工学部一部に金属工学科、電子工学科を開設。
- 1963年（昭和38年） - 大学院工学研究科修士課程を設置し、電気工学専攻、金属工学専攻、工業化学専攻を開設。
- 1965年（昭和40年） - 工学部一部に機械工学第二学科、通信工学科、建築工学科、工業経営学科を開設。
- 1970年（昭和45年） - 工業研究所を工学研究所へ改称。
- 1976年（昭和51年） - 大学院工学研究科修士課程に機械工学専攻、建設工学専攻を設置。
- 1983年（昭和58年）- 芝浦工業短期大学廃止。
- 1995年（平成7年） - 大学院工学研究科に博士（後期）課程を設置し、地域環境システム専攻、機能制御システム専攻を開設。工学部二部に電気設備学科を開設。
- 1996年（平成8年） - 金属工学科を材料工学科に、金属工学専攻を材料工学専攻へ改称。
- 1997年（平成9年） - 先端工学研究機構を設置。工学研究所、工学・教育センター廃止。創立70周年。会津高原高杖セミナーハウス開設。
- 2003年（平成15年）- 専門職大学院工学マネジメント研究科専門職学位課程を設置し、工学マネジメント専攻を開設。工学部二部機械工学科、工学部二部電気工学科の募集停止。工学部一部を工学部に名称変更。
- 2004年（平成16年）- 電気工学専攻を電気電子情報工学専攻に名称変更。工学部二部電気設備学科の募集停止。
- 2006年（平成18年）- 東京都江東区に「豊洲キャンパス」を開設、学校法人本部と工学部全学科の3年次以上が移転。
- 2009年（平成21年）- 旧芝浦キャンパス跡地に「芝浦キャンパス」を開校。芝浦キャンパスにデザイン工学部を設置し、デザイン工学科を開設。工学部機械工学第二学科を機械機能工学科に名称変更。システム工学部をシステム理工学部に名称変更。
- 2011年（平成23年）- 大学院工学研究科を大学院理工学研究科に名称変更。大学院理工学研究科修士課程にシステム理工学専攻を開設。
- 2017年（平成29年）- 工学部建築学科・建築工学科、デザイン工学部デザイン工学科（建築・空間デザイン領域）の2学科1領域を統合再編し、芝浦工業大学建築学部を設置し、建築学科を開設。大学院理工学研究科修士課程に国際理工学専攻を開設。
- 2018年（平成30年）- 通信工学科を情報通信工学科へ改称。
- 2019年（平成31年）- 大学院工学マネジメント研究科専門職学位課程（工学マネジメント専攻）を廃止。
- 2020年（令和2年）- 工学部に先進国際課程を設置。
- 2024年（令和6年）- 課程制に移行。

## 組織
学部
工学部
（2024年度以降）
- 機械工学課程
  - 基幹機械コース
  - 先進機械コース
- 物質化学課程
  - 環境・物質工学コース
  - 化学・生命工学コース
- 電気電子工学課程
  - 電気・ロボット工学コース
  - 先端電子工学コース
- 情報・通信工学課程
  - 情報通信コース
  - 情報工学コース
- 土木工学課程
  - 都市・環境コース

（2023年度まで）
- 機械工学科
- 機械機能工学科
- 材料工学科
- 応用化学科
- 電気工学科
- 情報通信工学科
- 電子工学科
- 土木工学科
- 情報工学科

## 交通アクセス
大宮キャンパス（大学1年・2年）
所在地：埼玉県さいたま市見沼区深作307
- 東大宮駅から徒歩20分、七里駅から徒歩30分

豊洲キャンパス（大学3年・4年）
所在地：東京都江東区豊洲3-7-5）
- 豊洲駅、越中島駅から徒歩数分